# エボニーテレビ
エボニーテレビ（英: Ebony TV）は、南スーダンの衛星放送局。